# 吳庠
吴庠（1878年—1961年），名清庠，字眉孙，号静安、又号寒竽、双红豆斋主，镇江丹徒人。
光绪四年十二月二十八日（1878年1月27日）出生，清末优贡。自幼飽讀詩書，並攻讀新学，光绪三十四年（1908年）畢業於上海南洋公学。尤工於詞，“豪邁而不失之傖，沉駿而不失於放”，与丁传靖、叶玉森齐名，人称“鐵甕三子”。趙聲曾邀他參加廣州起義。民國四年（1915年）因胞弟吴清铭之薦，入北京交通银行任职，曾任任北洋政府国务总理梁士诒的秘书。好讀書，藏書數萬本，頗多善本，眉批全用正楷，字迹工整。抗日战争期间，吴庠舉家随交通银行轉遷香港。香港淪陷，又蟄居上海。1953年应上海市市长陈毅聘请，任上海文史馆馆员。晚年蛰居沪西张家花园，生計困難，不得不變賣藏書維生。1961年12月7日病故，其藏书多零星散失。有《寒竽閣集》、《遺山樂府編年小箋》等。